# Маргвіші
Маргвіші (груз. მარგვიში) — село в Грузії.
За даними перепису населення 2014 року в селі проживає 22 особа.